# Lamoral Egmontski
Grof Lamoral Egmontski (včasih tudi Egmond), vojvoda Gaverski, * 18. november 1522, grad Lahamaide v Hainaultum † 5. junij 1568, Bruselj
Lamoral Egmontski je bil guverner Flandrije in Artoisa, svobodni gospod visokega gospostva Purmerenda, Purmerlanda in Ilpendama, baron Fiennesa, gospod Hoogwouda in Aartswouda, Bahra, Zottegema, Armentièresa in Auxyja. Na kratko se je pojavil tudi kot vojvoda Steenhuizeja.
Kot eden najvplivnejših nizozemskih plemičev se je prvič proslavil kot general v španski službi v bitkah pri St. Quentinu in Gravelinu proti Franciji. Kot guvernerja podprovinc sta on in Viljem Oranski zastopala pravice nizozemskih posesti španskemu kralju Filipu II ., suverenu Španske Nizozemske. Ko je kralj poslal vojvodo Albo na Nizozemsko z vojsko, da bi zadušil protestantske vstaje in plemstvo, ki je vztrajalo pri svojih starih pravicah, je Oranski pobegnil v Nemčijo, medtem ko je Egmontski pozdravil vojvodo. Vendar je ta dal je aretirati njega in grofa Hoornskega, jima sodil zaradi veleizdaje pred svojim krvnim svetom in oba (skupaj s številnimi drugimi plemiči) dal 5. junija 1568 obglaviti na Velikem trgu v Bruslju.

## Življenje in delo

### Izvor
Lamoral Egmontski je izhajal iz starodavne nizozemske plemiške družine Egmontskih, ki je od 11. stoletja imela v dedni posesti odvetništvo nad benediktinsko opatijo Egmond blizu Alkmaarja v Severni Holandiji in je v bližini v 16. stoletju ponovno zgradila uničen grad. Njegov oče je bil Janez IV. Egmontski, mati Frančiška Luksemburška, grofica Gaverska, hči Jakoba II. Luksemburško-Fiennskega, preko katerega je podedoval grofijo Gavere (Gaure), katere je leta 1540 postal prvi  vojvoda Lamoral.

### Družina
Lamoral Egmontski se je 8. aprila 1544 v Speyerju poročil s palatinsko grofico Sabino Pfalško-Simmerniško (* 13. junij 1528; 19 junij 1578), hčerko palatinskega grofa Johana II. Simmerniškega (1492–1557), iz družine Wittelsbachov. Wittelsbacherca Sabina je na Nizozemskem znana pod imenom "Sabina Bavarska". Egmont je leta 1559 pridobil območje jugozahodno od Rotterdama, ki ga je polderdiral in poimenoval "Beijerland" ( glej: Oud-Beijerland ) v čast svoji ženi. Par je živel z enajstimi otroki v srečnem zakonu s številnimi otroki.

### Kariera
Služil je cesarju Karlu V. v različnih akcijah (1541 v Alžiru, 1544, 1546 in 1552 v Nemčiji in proti Franciji) in si prislužil sloves pogumnega in drznega vojaka. Leta 1542 je po smrti svojega brata Karla I. Egmontskega postal guverner province Holandije in drugih posesti. Karl V. je grofijo Gavere za Lamorala Egmontskega povzdignil v vojvodino, vendar je okrnil njihove tradicionalne suverene pravice, zato Egmontski ni uporabljal naziva vojvode. Ko je Karel Egmontski, starejša linija družine, ki je vladala vojvodini Geldern (kot dediči knezov Jülich-Geldern) od leta 1423 in je branila njeno neodvisnost pred burgundskimi vojvodami in Habsburžani, leta 1538 izumrla, Geldern ni pripadel mlajši liniji, torej Lamoralu, ampak ga je zasedel Viljem Jülich-Kleve-Berški, ki jo je leta 1543 po vojni in  Venlski pogodbi moral odstopiti v korist Karla V., ki jo je priključil svoji Burgundski vojvodini. Leta 1546 je Egmontski prejel red zlatega runa.
Leta 1554 je vodil veleposlaništvo, ki je moralo podpisati poročno pogodbo med infantom Filipom II. in angleško kraljico Marijo I.; nato je odšel v Španijo pozdravit svojega novega suverena.
Imel je vidno vlogo v francosko-španski vojni 1557-1559, zlasti v bitkah pri St. Quentinu in Gravelinu. Leta 1559 ga je kralj Filip II imenoval za guvernerja Flandrije in Artoisa. V nizozemskih nemirih, ki so se zdaj začenjali, je bil Egmontski eden izmed nezadovoljnih velikašev, ki so nasprotovali strogi centralizaciji nizozemske uprave in proti strogi katoliški politiki Filipa II. ter želel uveljaviti aristokratski režim in določeno stopnjo verske tolerance.
Ko se je kralj leta 1559 vrnil v Španijo, je za guvernerko postavil svojo polsestro Margareto Parmsko, saj ni dovolj zaupal niti Egmontskemu niti Viljemu Oranskemu, priljubljenima voditeljema nizozemskega plemstva. Pomirili so se z donosnimi guvernerji nad podprovincami, Egmontski nad Artoisom in Flandrijo, Oranski nad Holandijo, Zelandijo in Utrechtom. Kralj je svoji sestri ob bok postavil ministra kardinala Granvella, ki je – brez soglasja stanov – takoj ustanovil 13 novih škofij in jih opremil z zaupniki, ki so jih morali plačevati lokalni samostani. Egmontski se je priporočil kot posebna podpora parmski vojvodinji in pridobil njeno zaupanje. Voditelji aristokratske opozicije, Egmontski, Oranski in grof Hoornski, so kralju pisali z zahtevo po razrešitvi gospodujočega in pohlepnega prelata, vendar se to ni zgodilo. Šele ko so ga komaj prikrito zasmehovali in poniževali, ljudje pa so ga na ulici zmerjali, je leta 1564 Granvelle sam zaprosil za svoj odhod.
Okoli leta 1560 je Egmontski pridobil kneževino Steenhuize (Steenhuisen, Steenhuijsen) v zastavo od družine Van Gruuthuse. Z njegovo smrtjo leta 1568 se je to lastniško razmerje ponovno končalo.
Egmontski je leta 1565 odšel v Španijo kot glasnik nasprotovanja nizozemskih plemičev, saj je izvajanje sklepov tridentinskega koncila na Nizozemskem naletelo na odpor. Vendar ga je ob prihodu Filip II. zasul z laskanjem, častmi in darili, tako da mu je bilo težko predstaviti svoje pritožbe in se je vrnil na Nizozemsko, ne da bi karkoli dosegel. Margareta je bila preobremenjena z upravljanjem provinc, finance so bile sesute, verski nemiri so se razširili. Plemstvo, vključno s številnimi njegovimi vazali, prijatelji in celo lastnim tajnikom, se je pridružilo Geusenom. Po ikonoklazmu leta 1566 se je Egmontski pokazal kot neomajen zagovornik Španije in katolicizma in je kruto preganjal protestante v svoji provinci Flandriji. Nenazadnje se je znašel tudi ekonomsko odvisen od monarha, saj je imel enajst otrok, bil je zadolžen, vse njegovo premoženje pa je bilo na Nizozemskem, za razliko od Oranskega, ki je imel v lasti tudi ozemlja v Franciji in Nemčiji.
Prostovoljno se je javil, da bi ukrotil upor regentke, ji ponovno prisegel zvestobo in pomagal utrditi kraljevi polk na novi podlagi. Kljub temu je bil Filip jezen nanj zaradi njegovega prejšnjega nasprotovanja. Toda Egmontski se je počutil precej varnega in je ignoriral opozorila Viljema Oranskega na njunem zadnjem srečanju v Willebroeku. Ta zgodovinski pogovor so pozneje pesniki in zgodovinarji razlagali kot prelomnico v osemdesetletno vojno (glej spodaj, razdelek »Zahvala«) .
Medtem ko se je Viljem Oranski umaknil v svojo grofijo Nassau-Dillenburg, se je Egmontski srečal z vojvodo Albo, ko je leta 1567 prišel na Nizozemsko do meje z Luksemburgom in z njim odjahal v Bruselj. Grofu Hoornu je celo zagotovil, da se nima česa bati, zato je tudi prišel v Bruselj. Toda Alba, Granvelle in kardinal Diego de Espinosa so kralja prepričali, naj namesto ljudstva kaznuje vodje nizozemskega plemstva.
Egmontski je bil nič hudega sluteč aretiran 9. septembra, ko so ga po dolgi razpravi v Albini Četrti v Hôtel de Culembourg ujeli in pripeljali pred Albino izjemno sodišče, tako imenovani krvni svet. Njegovega privilegija kot viteza runa, da mu sodijo samo na viteškem sodišču, niso spoštovali. Egmontski in Hoornski sta bila zaprta na Gravensteenu v Gentu. 90 obtožb se je vrtelo okoli obtožbe iz uvodne formulacije, "da naj bi oba grofa v povezavi s princem Oranskim poskušali umazati kraljevi ugled na Nizozemskem in si podvreči deželno oblast v svoje roke". Vsa njihova dejanja, zlasti toleriranje Geusov, kompromisi s protestanti in ravnanje z Granvellejem, so bili zdaj razlagali v tej luči kot veliko zaroto. Obtoženci so smeli poklicati zagovornike, a so se namesto na klicanje prič osredotočili na zavrnitev Albinega sodišča. Njihove žene so se s prošnjami obrnile na španskega kralja, cesarja, nemške cesarske kneze in viteze zlatega runa. A nič ni pomagalo, v sodbi, ki jo je podpisal sam Alba, sta bila oba grofa obsojena na smrt kot izdajalca in upornika. Egmontski je kralju iz svoje celice napisal še eno pismo in prosil za milost za svojo družino. Potem ko so prejšnje dni že usmrtili 25 z njima povezanih plemičev, so 5. junija 1568 izvedli usmrtitev najprej Egmontskega, nato še Hoornskega na Velikem trgu v Bruslju, kjer sta bila obglavljena z mečem, glavi pa so nataknili na sulice.
Kasneje so ga pokopali v kripti na mestnem trgu v Zottegemu. Danes lahko najdemo dve kripti Egmondskih, "Egmontkamer" (ena za 450. obletnica njegove smrti leta 2018), Egmontski grad in na gradu Egmond. Njegovo veliko bogastvo je bilo zaplenjeno, njegova vdova in otroci pa so živeli v revščini. Datum te usmrtitve označuje začetek osemdesetletne vojne, v kateri so se Nizozemci končno osvobodili španske oblasti.
Njegovi otroci so se kasneje pomirili s špansko vlado, delno vstopili v njihovo službo in povrnili del posesti, vključno z bruseljsko palačo Egmont.

## Spominska obeležja
Skupaj z grofom Hoornskim so mu v Bruslju na Petite Sablon postavili spomenik (Charles Auguste Fraikin). Obstajata tudi Egmontova spomenika v Zottegemu in v Egmond aan den Hoef .
Usoda Egmontskega je tema klasične tragedije Egmont Johanna Wolfganga von Goetheja, pri čemer značaj lika, ki ga upodablja Goethe, odstopa od zgodovinskega Egmontskega.
Friedrich Schiller je Egmontskemu leta 1789 posvetil Des Grafen Lamoral von Egmont Leben und Tod (glej spodaj, Wikivir).

Po Schillerjevih besedah je znameniti dialog med Egmontskim in Oranskimi ob njunem zadnjem srečanju v Willebroeku potekal takole:
To te bo stalo tvojih posesti, Oranski, je rekel Egmont, če boš vztrajal pri tej odločitvi." –"In tvojega življenja, Egmontski, če ga ne spremeniš," je odgovoril princ ...»Nikoli več me ne boš prepričal, Oranski,« je rekel, »da vidim stvari v medli luči, v kateri se ti prikazujejo. Kaj mi lahko kralj stori, ko mi enkrat uspe upornike zbrcati k tlom in provincam povrniti večni počitek?Kralj je prijazen in pravičen, zaslužil sem si podlage za njegovo hvaležnost. Ali naj se s sramotnim begom razglasim za nevrednega?« – „Daj no, je zavpil Oranski, drzni si izkazati to kraljevsko hvaležnost. Toda žalostna slutnja mi pravi — in bog daj, da me vara! – da boš ti most Egmontski, ki ga Španci postavljajo v deželo in ki ga bodo razbili, ko ga bodo prebredli.« Po teh besedah ga je spet objel, oči so mu bile vlažne, videla sta se zadnjič.